# Systemair
Systemair AB er en svensk producent af ventilationsløsninger. Hovedkvarteret er i Skinnskatteberg, hvor virksomheden blev grundlagt i 1974. I 2007 blev selskabet børsnoteret på Stockholmsbörsen.